# Karoliina Lundahl
Satu Karoliina Lundahl (nacida como Satu Karoliina Leppäluoto, Helsinki, 30 de junio de 1968) es una deportista finlandesa que compitió en atletismo y halterofilia.
Ganó cuatro medallas en el Campeonato Mundial de Halterofilia entre los años 1994 y 1998, y ocho medallas en el Campeonato Europeo de Halterofilia entre los años 1990 y 2001.

## Palmarés internacional
| Campeonato Mundial | Campeonato Mundial              | Campeonato Mundial | Campeonato Mundial |
| Año                | Lugar                           | Medalla            | Categoría          |
| ------------------ | ------------------------------- | ------------------ | ------------------ |
| 1994               | Estambul (Turquía)              | Medalla de oro     | +83 kg             |
| 1995               | Cantón (China)                  | Medalla de bronce  | +83 kg             |
| 1996               | Varsovia (Polonia)              | Medalla de plata   | +83 kg             |
| 1998               | Lahti (Finlandia)               | Medalla de oro     | 75 kg              |
| Campeonato Europeo |                                 |                    |                    |
| Año                | Lugar                           | Medalla            | Categoría          |
| 1990               | Santa Cruz de Tenerife (España) | Medalla de bronce  | 82,5 kg            |
| 1991               | Varna (Bulgaria)                | Medalla de oro     | 82,5 kg            |
| 1992               | Loures (Portugal)               | Medalla de oro     | 82,5 kg            |
| 1993               | Valencia (España)               | Medalla de plata   | 83 kg              |
| 1994               | Roma (Italia)                   | Medalla de oro     | 83 kg              |
| 1996               | Praga (República Checa)         | Medalla de bronce  | 83 kg              |
| 1999               | La Coruña (España)              | Medalla de bronce  | 75 kg              |
| 2001               | Trenčín (Eslovaquia)            | Medalla de bronce  | 75 kg              |